# Chevannes, Essonne
Chevannes är en kommun i departementet Essonne i regionen Île-de-France i norra Frankrike. Kommunen ligger i kantonen Mennecy som tillhör arrondissementet Évry. År 2022 hade Chevannes 1 550 invånare.

## Befolkningsutveckling
Antalet invånare i kommunen Chevannes
| Referens: INSEE |